# Pichonia calomeris
Pichonia calomeris là một loài thực vật có hoa trong họ Hồng xiêm. Loài này được (Baill. ex Guillaumin) T.D.Penn. miêu tả khoa học đầu tiên năm 1991.